# Volo Air France 66
Il volo Air France 66 (AF066) è un collegamento di linea dall'aeroporto di Parigi Charles de Gaulle all'aeroporto internazionale di Los Angeles.
Il 30 settembre 2017, l'Airbus A380-861 che operava il volo ha subito un guasto distruttivo ad uno dei quattro motori ed ha dovuto effettuare un atterraggio di emergenza alla base aerea di Goose Bay, in Canada. L'incidente si è verificato mentre il velivolo si trovava in fase di crociera a 150 km a sud-est di Paamiut, in Groenlandia. Una crepa nel mozzo della ventola era stata causata dalla fatica del metallo.
Questo è stato il secondo grave guasto accaduto ad un motore di un Airbus A380 dopo quello occorso al volo Qantas 32 che nel novembre 2010 sperimentò la rottura di un motore Rolls-Royce Trent 900.

## L'aereo
L'aeromobile in questione è un Airbus A380-861, codice di registrazione F-HPJE, spinto da quattro motori turboventola Engine Alliance GP7000. Il velivolo era stato consegnato alla Air France il 17 maggio 2011.

## L'incidente
L'aereo si trovava a metà volo quando l'ECAM ha avvertito i piloti del guasto al motore 4. Subito dopo i piloti hanno deviato verso la base aerea di Goose Bay, un aeroporto militare utilizzato anche per voli civili, dove hanno effettuato un atterraggio di emergenza alle 15:42 UTC. Il motore danneggiato aveva compiuto 3 527 cicli di volo.
Non sono stati segnalati feriti tra i 497 passeggeri ed i 24 membri dell'equipaggio a bordo. I passeggeri non sono potuti sbarcare dall'aereo fino a quando un Boeing 777 di Air France ed un Boeing 737 charter sono giunti a Goose Bay il mattino successivo (1º ottobre), in quanto l'aeroporto (situato in una base aerea dell'aviazione canadese) non era attrezzato per ospitare un gran numero di passeggeri di aerei commerciali. Il 777 di Air France è atterrato ad Atlanta, in seguito i passeggeri sono stati imbarcati su un altro volo, mentre il 737 ha portato i passeggeri direttamente a Los Angeles dopo aver effettuato uno scalo tecnico a Winnipeg.
Immagini e video del motore danneggiato sono stati inviati ai social media dai passeggeri; e dall'atterraggio da un osservatore a terra.

## Le indagini
Air France ha rilasciato un comunicato stampa in cui dichiarava che era in corso un'indagine per determinare la causa del guasto al motore. Alle investigazioni partecipavano rappresentanti del Bureau d'Enquêtes et d'Analyses pour la sécurité de l'aviation civile (BEA), di Airbus e di Air France. Il Transportation Safety Board of Canada (TSB), responsabile delle indagini sugli incidenti aerei avvenuti in Canada inviò alcuni suoi investigatori, tuttavia, poiché l'incidente si è verificato nei cieli della Groenlandia, anche l'Accident Investigation Board of Denmark (AIB) avrebbe partecipato alle indagini.
Il 3 ottobre 2017, l'AIB ha nominato il BEA responsabile delle indagini. Gli investigatori di Danimarca, Stati Uniti e Canada si sono uniti all'inchiesta, così come i rappresentanti di Airbus, Air France, Engine Alliance (la joint venture fra General Electric e Pratt & Whitney). La prima evidenza fu che il mozzo della ventola del motore si era staccato durante il volo trascinando con sé la presa d’aria anteriore.
Il BEA ha dichiarato che "il recupero delle parti mancanti, in particolare dei frammenti del mozzo della ventola, sarebbe stata la chiave per sostenere l'indagine" e ha avviato una grande operazione di ricerca che includeva sorvoli radar con un Dassault Falcon 20; le autorità non sono riuscite a individuare il componenti cruciali nel 2018, e le ricerche sono proseguite nel 2019.
Nel luglio 2019, un altro pezzo mancante del motore, del peso di 150 kg, è stato localizzato in Groenlandia e recuperato. Si ritiene che l'impatto del mozzo della ventola abbia prodotto un piccolo cratere nella calotta glaciale che si è rapidamente riempito di neve prima delle prime attività di ricerca. La ricerca e il recupero di questo mozzo sono durati quasi due anni, con campagne di ricerca multiple che hanno utilizzato diverse tecnologie di radar penetranti nel ghiaccio e di anomalie elettromagnetiche transitorie. Alla fine, il pezzo è stato recuperato a 4 metri di profondità in un grande campo crepacciato. Questa campagna di ricerca e recupero è stata presentata nel documentario "The Sky Detectives".
Il BEA ha pubblicato il rapporto finale nel settembre 2020, indicando che il motore si era guastato a causa di una crepa nel mozzo della ventola in lega Ti-6-4 causata da una fessurazione da fatica a freddo.

## Conseguenze
Il 12 ottobre, la Federal Aviation Administration ha emesso una direttiva sull'aeronavigabilità (EAD) che interessa tutti i motori Engine Alliance GP7270, GP7272 e GP7277. L'EAD richiede un'ispezione visiva del mozzo della ventola entro un intervallo di tempo che va dalle due alle otto settimane, a seconda del numero di cicli che ha compiuto un motore.
Nell'agosto 2019, il BEA ha annunciato che una parte della ventola recuperata dalla Groenlandia era stata esaminata dal produttore Engine Alliance. L'esame metallurgico del frammento in titanio ha identificato una frattura da fatica sotto la sua superficie. Il suo esame era in corso. Nel frattempo, Engine Alliance ha annunciato che presto sarebbe stata lanciata una campagna di ispezione dei motori.

## Ripristino e riparazione
Air France aveva studiato un piano per far rientrare l'aereo in Europa con solo tre motori funzionanti ed un quarto installato solamente per ragioni di peso ed equilibratura dell'aereo, ma tale operazione avrebbe richiesto procedure operative speciali e l'addestramento dell'equipaggio in un simulatore di volo. Il velivolo è stato invece riparato presso l'aeroporto di Goose Bay ed il motore danneggiato è stato trasportato all'aeroporto delle Midlands Orientali, nel Regno Unito, dove è stato esaminato dalla General Electric.